# Canton de Pont-Aven
Le canton de Pont-Aven est un ancien canton français situé dans le sud du département du Finistère. Créé en 1795 autour de la ville de Pont-Aven, il est supprimé en 2015 et remplacé par le canton de Moëlan-sur-Mer.

## Arts
Le peintre Paul Gauguin a vécu à Pont-Aven et reste une figure emblématique pour la commune qui attire aujourd'hui de nombreux artistes, notamment des peintres qui exposent leurs œuvres tout au long de l'année.

## Gastronomie
Pont-Aven est également très réputée pour ses galettes "les galettes de Pont-Aven ", petits biscuits secs à base de beurre salé.
Les crêpes de froment et de blé noir, les plats de poissons et de fruits de mer font partie de ces spécialités, également propres à toute la Bretagne.

## Composition
Le canton de Pont-Aven regroupe les communes suivantes :
| Nom                   | Code Insee | Codepostal | Superficie (km2) | Population (dernière pop. légale) | Densité (hab./km2) |
| --------------------- | ---------- | ---------- | ---------------- | --------------------------------- | ------------------ |
| Pont-Aven (chef-lieu) | 29217      | 29930      | 28,63            | 2 843 (2012)                      | 99                 |
| Moëlan-sur-Mer        | 29150      | 29350      | 47,30            | 7 002 (2012)                      | 148                |
| Névez                 | 29153      | 29920      | 25,37            | 2 717 (2012)                      | 107                |
| Riec-sur-Bélon        | 29236      | 29340      | 54,64            | 4 108 (2012)                      | 75                 |

## Histoire
- De 1833 à 1848, les cantons de Quimperlé, d'Arzano et de Pont-Aven avaient le même conseiller général. Le nombre de conseillers généraux était limité à 30 par département[1].

## Représentation

### Conseillers généraux de 1833 à 2015
| Période           | Identité                                                       | Parti                   | Qualité |
| ----------------- | -------------------------------------------------------------- | ----------------------- | --- |
| 1833-1848         | voir Canton de Quimperlé                                       |                         | |
| 1848-1863 (décès) | Raymond Gabriel Kersulec                                       |                         | Notaire, maire de Pont-Aven (1842-1862)                                                                                            |
| 1863-1871         | Corentin Guyho (1806-1889)                                     |                         | Conseiller à la Cour de cassation, propriétaire à Paris                                                                            |
| 1871-1877         | Hippolyte de Mauduit (1818-1885)                               | Droite                  | Capitaine de la Garde nationale Pionnier de l'ostréiculture en Bretagne Maire de Riec-sur-Belon (1852-1876)                        |
| 1877-1911 (décès) | Vicomte Anatole de Brémond d'Ars, Marquis de Migré (1823-1911) | Droite                  | Propriétaire à Riec-sur-Bélon |
| 1911-1922 (décès) | Léonard Corentin-Guyho                                         | Républicain Non-inscrit | Avocat au Conseil d'Etat et à la Cour de Cassation Député (1876-1877, 1878-1885, 1914 et 1919-1922)                                |
| 1922-1940         | François Cadoret                                               | Rad.                    | Ostréiculteur Maire de Riec-sur-Bélon (1919-1948) Député (1930-1936)                                                               |
|                   |                                                                |                         | |
| 1943-1945         | Pierre Tallec                                                  |                         | Cultivateur Maire de Névez Nommé conseiller départemental en 1943                                                                  |
|                   |                                                                |                         | |
| 1945-1951         | Pierre Vautrain                                                | MRP puis DVD            | Ancien administrateur des colonies à Madagascar Maire de Nizon                                                                     |
| 1951-1958         | Jacques Cadoret                                                | RPF puis Rad.           | Maire de Riec-sur-Bélon (1948-1960)                                                                                                |
| 1958-1988         | Louis Orvoën                                                   | MRP puis CD puis UDF    | Agriculteur - Maire de Moëlan-sur-Mer (1959-1983) Député (1958-1968) Sénateur (1971-1980) Président du Conseil Général (1978-1988) |
| 1988-2001         | Jean-Yves Le Meur                                              | PS                      | Agriculteur retraité Maire de Riec-sur-Bélon de 1995 à 2001                                                                        |
| 2001-2008         | Gérard Martin                                                  | DVD                     | Enseignant Maire de Névez depuis 1995                                                                                              |
| 2008-2015         | Claude Jaffré                                                  | PS                      | Chaudronnier Adjoint au Maire de Riec-sur-Bélon entre 1995 et 2001 et depuis 2005 Elu en 2015 dans le Canton de Moëlan-sur-Mer     |

### Conseillers d'arrondissement (de 1833 à 1940)
Le canton de Pont-Aven avait deux conseillers d'arrondissement.
Il faisait partie de l'arrondissement de Quimperlé jusqu'à sa disparition en 1926.
| Période                                  | Période           | Identité                                          | Étiquette            | Qualité |
| ---------------------------------------- | ----------------- | ------------------------------------------------- | -------------------- | --- |
| 1833                                     | 1836              | Joseph François Marie Chancellay ainé (1793-1872) |                      | Négociant, propriétaire à Quimperlé |
| 1833                                     | 1836              | Jean-Baptiste Onfray (1767-1845)                  |                      | Ancien Sous-Préfet de Quimperlé, propriétaire à Quimperlé, receveur de l'enregistrement et des domaines et forêts, conservateur des hypothèques |
| 1836                                     | 1848              | Antoine Le Couriault du Quilio                    |                      | Propriétaireà Quimperlé |
| 1842                                     | 1848              | Étienne François Le Pennec                        |                      | Notaire, propriétaire à Pont-Aven |
|                                          |                   |                                                   |                      | |
| 1871                                     |                   | Émile-Camille de Solminihac (1838-1892)           |                      | Propriétaire à Riec-sur-Bélon, suppléant du juge de paix en 1874, mort à Calbuco (Chili)                                                        |
| 1871                                     |                   | Camille-Charles Le Clerc de Fresne (1814-1888)    |                      | Capitaine de frégate, propriétaire à Moëlan-sur-Mer                                                                                             |
|                                          |                   |                                                   |                      | |
| 1898                                     | 1910              | Cyprien Hersart de La Villemarqué (1861-1937)     | Droite               | Propriétaire, maire de Nizon |
| 1904                                     | 1910              | Louis-Antoine Le Scoazec (1867-1944)              | Droite               | Adjoint au maire de Moëlan-sur-Mer |
| 1910                                     | 1919              | Frédéric Louis Théodore Désiré Barbe (1859-1926)  | Radical              | Notaire, maire de Moëlan-sur-Mer |
| 1910                                     | 1922              | Joseph Berthou (1859-1926)                        | Radical              | Maire de Riec-sur-Bélon |
| 1919                                     | mars 1936 (décès) | Joseph-Marie Capitaine                            | Républicain-Rad.ind. | Négociant en grains à Moëlan-sur-Mer |
| 1922                                     | 1931              | Valentin Quémar (1875-1942)                       | Républicain          | Boulanger, adjoint au maire de Riec-sur-Bélon                                                                                                   |
| 1931                                     | 1940              | Yves Guiffant                                     | Rad.ind.             | Agriculteur à Nizon, Pont-Aven |
| 1936                                     | 1940              |                                                   |                      | |
| 1940                                     |                   |                                                   |                      | Les conseils d'arrondissement ont été suspendus par la loi du 12 octobre 1940 et n'ont jamais été réactivés                                     |
| Les données manquantes sont à compléter. |                   |                                                   |                      | |

## Démographie
| 1962   | 1968   | 1975   | 1982   | 1990   | 1999   | 2006   | 2011   | 2012   |
| ------ | ------ | ------ | ------ | ------ | ------ | ------ | ------ | ------ |
| 17 868 | 17 379 | 16 880 | 16 555 | 16 215 | 16 026 | 16 528 | 16 690 | 16 670 |